# Daoyin
Daoyin (dosł. regulowanie i pobudzanie) – tradycyjny chiński zestaw ćwiczeń zdrowotnych opartych na regulacji oddechu, mający na celu trening umysłu. Traktowany często jako część qigong. Według taoistów ćwiczenie daoyin pobudza energię życiową.
Daoyin składa się z trzech współdziałających ze sobą części: umysłowej (koncentracja myśli na jednym obiekcie), oddechowej (wdechy i wydechy, wstrzymywanie oddechu) oraz pozycyjnej (chodzenie, stanie, siedzenie, leżenie, klęczenie). Regulacja oddechu ma na celu uzyskanie spokoju psychicznego i regulację pracy serca. W zależności od przyjętej metody ćwiczeń praktykowane są liczenia wdechów i wydechów, bądź przeciwnie – ich liczenie jest uważane za zakłócanie pracy umysłu.